# Едутино
Едутино — деревня в Удомельском городском округе Тверской области.

## География
Деревня находится в северной части Тверской области на расстоянии приблизительно 15 км на восток по прямой от железнодорожного вокзала города Удомля.

## История
Известна с 1859 года, когда это была деревня помещика Н. П. Ресина. Дворов (хозяйств) в ней было 22 (1859), 36 (1886), 40 (1911), 52 (1961), 26 (1986), 16 (1999). В советское время работали колхозы «Красная Звезда», «Передовик», «Актив» и совхоз «Еремковский». До 2015 года входила в состав Еремковского сельского поселения до упразднения последнего. С 2015 года в составе Удомельского городского округа.

## Население
Численность населения: 169 человек (1859 год), 206 (1886), 218 (1911), 117 (1961), 39 (1986), 34 (русские 94 %) в 2002 году, 53 в 2010.